# Детерс, Иоанн
Иоанн Детерс (нем. Johann Deters; иначе, Иван или Ганс Детерсон, ?, Германия — 1655, Москва) — «живописного дела мастер», один из основоположников светского портретного жанра в русском искусстве. Старший брат резчика по дереву Франца (Анца) Детерса, работавшего в Москве до 1647 года (И. Э. Грабарь и А. И. Успенский ошибочно отождествляют его с самим Иоанном Детерсом).

## Биография
Согласно имеющимся данным, Детерс происходил из Ругодива (современная Нарва). В 1642 или 1643 году он поступил на службу в Оружейную палату, став первым штатным живописцем. Об обстоятельствах найма Детерс пишет в челобитной от 26 июля 1643 года: «По твоему, государеву, указу писал обо мне иноземец Петр Марсемон, чтоб я, иноземец, приехал к Москве для твоего государева дела, и я, иноземец, к Москве приехал с человеком своим сам другом и рукоделишко свое тебе праведному государю объявил, и указано мне твоего царского жалованья месячного корму по двадцать рублех на месяц». Помимо названной суммы, Детерс также получал «20 четей ржи, 10 пшеницы, четверть круп грешневых, 2 чети гороху, 10 четей солоду, 10 четей овса, 10 полоть мяса, 10 ведер вина, 5 белужек, 5 осетров и жалованья государева месячного корму по 13 рублей на месяц».
В течение 12 лет Детерс занимался выполнением царских заказов и педагогической деятельностью. Известно, что у мастера было двое учеников: Флор Степанов и Исаак Абрамов. В 1650 году Детерс официально заявил в Оружейной палате, что его ученики «умеют писать всякое живописное дело», а если «побудут с ним ещё года с полтора, то навыкнут писать против него слово в слово». Данные исследователей существенно корректируют это утверждение: как установлено, воспитанники Детерса могли лишь расписывать знамёна и выполнять золочение по дереву и полотнам.
В 1655 году Детерс умер, а 1 марта 1656 года его место было занято Станиславом Лопуцким.

## Произведения
- Портрет патриарха Никона (не позднее 1655 года). Находился в Ново-Иерусалимском монастыре, затем в музее. Исчез во время Отечественной войны. Архимандрит Леонид (Кавелин) приписал портрет «не известному нам по имени немецкому художнику, о котором упоминает в своих записках[комм. 2] <…> Паисий Лигарид»[8]. Поскольку в одном из списков упомянутых «записок» имя живописца было названо («отличный немецкий художник Иоанн»[9]), И. Э. Грабарь, Е. С. Овчинникова, А. А. Павленко и другие исследователи XX века были склонны считать автором картины Иоанна Детерса. Тем не менее, некоторые современные учёные считают, что свидетельство Лигарида не решает проблему атрибуции[9].

### Комментарии
1. ↑  По другим данным, Детерс воспитал не двух, а трёх учеников[5].
2. ↑  Имеется в виду сочинение «Собор против Никона, бывший в великом граде Москве».